# Чоу, Стивен
Стивен Чоу (англ. Stephen Chow, иер. упр. 周星驰, кант.-рус.: Чау Синчхи, палл.: Чжоу Синчи; род. 22 июня 1962, Гонконг) — гонконгский комедийный актёр, сценарист, режиссёр и продюсер.

## Биография
Стивен Чоу родился 22 июня 1962 года в семье рабочего из Коулуна. Он был единственным мальчиком из четырёх детей. Ранние годы Чоу вместе с сёстрами провёл в Шанхае, где, вдохновившись примером Брюса Ли, занимался боевыми искусствами. Окончив школу в 1982 году, Стивен поступил на актёрские курсы телеканала TVB. Через год он получил роль ведущего в детской телепередаче «Космический шаттл 430», которую до него вёл Тони Люн. За шесть лет работы в этом качестве он выработал комедийный стиль mo lei tau, который строится на абсурдных фразах и действиях, пародиях, двусмысленностях и шутках на тему аспектов китайской культуры. В конце 1980-х Чоу стал много сниматься в кино. Его прорывом на большом экране стал криминальный боевик «Последнее правосудие», за роль мелкого жулика в котором он в 1988 году на тайваньском кинофестивале «Золотая лошадь» получил премию за лучшую мужскую роль второго плана.
Конец 1980-х и начало 1990-х годов были очень насыщенным для Чоу. В 1989 году он снялся в гангстерском фильме Джона Ву «Просто герои» и сыграл незадачливого поклонника героя Джета Ли в боевике «Битва дракона». Свою первую главную роль Чоу сыграл в фильме 1990 года «Победитель получает всё», который являлся пародией на «Бога игроков» с Чоу Юньфатом в главной роли. С этого фильма началось сотрудничество Стивена Чоу с Нг Мангтатом, который затем играл вспомогательных персонажей во многих фильмах Чоу. В 1991 году Чоу снялся в фильме «Сопротивление в школе», который стал самым кассовым в истории гонконгского кинематографа, породил два сиквела и принёс Чоу номинацию на Гонконгскую кинопремию. Затем последовали комедии, пародирующие классические китайские фильмы о боевых искусствах («Кулак ярости — 1991»), костюмированные исторические фильмы («Король нищих», «Полицейский из Запретного города») и китайский эпос («Китайская Одиссея»).
При работе над фильмом 1993 года «Безумный монах» у Чоу, пытавшегося во время съёмок вносить изменения в сценарий, возникли творческие разногласия с режиссёром Джонни То. Фильм провалился в прокате, а Чоу решил, что нуждается в большем контроле над своими фильмами. В 1994 году он дебютировал в качестве режиссёра сразу в двух фильмах — «Доставка любви» и «Из Китая с любовью» (пародия на фильмы о Джеймсе Бонде), которым сопутствовал большой коммерческий успех. В дальнейшем Чоу создал собственную продюсерскую компанию Star Overseas, выпустившую три его фильма.
В конце 1990-х годов Чоу наряду с другими видными деятелями гонконгской киноиндустрии приписывали связи с триадами. Он неоднократно отрицал эти связи, однако обвинений хватило, чтобы в 2001 году Канада отказала Чоу в виде на жительство на основании его возможных связей с преступными группировками.
В 1990-е годы наряду с Джеки Чаном Стивен Чоу был одним из самых кассовых актёров на азиатском рынке, но западному зрителю его фильмы почти не были известны. Ситуация стала меняться в 2001 году, когда на экраны вышел его новый фильм «Шаолиньский футбол», сюжет которого строится на участии мастеров традиционных китайских боевых искусств в футбольном чемпионате. Фильм собрал 46 млн долларов в Азии, принёс Чоу две гонконгские кинопремии (лучшему актёру и режиссёру). В 2003 году компания Miramax Films приобрела права на дистрибуцию «Шаолиньского футбола» в США. О Чоу стали писать американские критики, а режиссёр Квентин Тарантино назвал его одним из лучших комиков в кинематографе.
Следующий фильм Чоу, пародию на гангстерские боевики и фильмы о боевых искусствах «Разборки в стиле кунг-фу», вышел в 2004 году и впервые получил широкий мировой прокат. В общей сложности он собрал более 100 млн долларов, был номинирован на британскую кинопремию как лучший фильм на иностранном языке и принёс Чоу премию «Золотая лошадь» за режиссуру. И «Шаолиньский футбол», и «Разборки в стиле кунг-фу» получили гонконгскую кинопремию в номинации «лучший фильм».
В 2008 году Чоу снял научно-фантастическую комедию «Седьмой» о попавшем на Землю маленьком пришельце. В этом фильме он в последний раз сыграл большую роль, в дальнейшем сосредоточившись на работе продюсера и режиссёра. В 2013 году на экраны вышла новая комедия Чоу, «Путешествие на Запад: Покорение демонов», основанная на классическом произведении китайской литературы. Фильм установил несколько рекордов проката, получив в итоге лучшие кассовые сборы среди всех фильмов на китайском языке. Следующий фильм Чоу, фантастическая комедия «Русалка», вышедшая на экраны в 2016 году, была высоко оценена критиками и установила новый рекорд кассовых сборов для китайских фильмов, собрав в мировом прокате более 500 млн американских долларов.

## Избранная фильмография
| Год  |   | Русское название                          | Оригинальное название                                                    | Роль                                            |
| ---- | - | ----------------------------------------- | ------------------------------------------------------------------------ | ----------------------------------------------- |
| 1986 | ф | Светлое будущее                           | 英雄本色 / A Better Tomorrow                                             | член тайваньской триады                         |
| 1987 | ф | Инь и ян                                  | Yin and yang                                                             |                                                 |
| 1988 | ф | Тот, кто преследует ветер                 | 捕風漢子 / He Who Chases After the Wind                                  |                                                 |
| 1988 | ф | Полностью твой                            | 最佳女婿 / Faithfully Yours                                              | Пуддин Лай                                      |
| 1988 | ф | Последнее правосудие                      | 霹靂先鋒 / Final Justice                                                 | Вэй                                             |
| 1988 | ф | Последний конфликт                        | 刑警本色 / The Last Conflict                                             | Лау Тинг Кин                                    |
| 1989 | ф | Просто герои                              | 義膽群英 / Just Heroes                                                   | «Джеки» Юэнь Кей-хао                            |
| 1989 | ф | Битва дракона                             | 龍在天涯 / Dragon Fight                                                  | Яу                                              |
| 1989 | ф | Громовые полицейские 2                    | 贼公差婆 / Thunder Cops II                                               | Суй Иен)                                        |
| 1990 | ф | Неподходящая пара                         | 風雨同路 / The Unmatchable Match                                         | Чунг Лон / Таракан                              |
| 1990 | ф | Карри и Пеппер                            | 咖喱辣椒 / Curry and Pepper                                              | Пеппер                                          |
| 1990 | ф | Ресторан Лун Фун                          | 龍鳳茶樓 / Lung Fung Restaurant                                          | Мусорный бассейн                                |
| 1990 | ф | Осторожно, офицер!                        | 師兄撞鬼 / Look Out, Officer!                                            | Чау Син                                         |
| 1990 | ф | Любовь есть любовь                        | 望夫成龍 / Love Is Love                                                  | Сэм Шек Кам-Шуй                                 |
| 1990 | ф | Когда удача улыбается                     | 小偷阿星 / Sleazy Dizzy                                                  | Винсент Хан                                     |
| 1990 | ф | Мой герой                                 | 一本漫畫闖天涯 / My Hero                                                 | Син                                             |
| 1990 | ф | Победитель получает всё                   | 賭聖 / All for the Winner                                                | Син                                             |
| 1990 | ф | Бог азартных игроков 2                    | 賭俠 / God of Gamblers II                                                | Син                                             |
| 1990 | ф | История триады                            | 江湖最後一個大佬 / Triad Story                                           | Син                                             |
| 1991 | ф | Легенда о драконе                         | 龍的傳人 / Legend of the Dragon                                          | Чоу Сиу-Лунг                                    |
| 1991 | ф | Бог игроков III: Назад в Шанхай           | 賭俠2之上海灘賭聖 / God of Gamblers III: Back to Shanghai                | Син                                             |
| 1991 | ф | Великолепные негодяи                      | 情聖 / The Magnificent Scoundrels                                        | Ромео                                           |
| 1991 | ф | Сопротивление в школе                     | 逃學威龍 / Fight Back to School                                          | Звезда Чоу                                      |
| 1991 | ф | Кулак ярости — 1991                       | 新精武門1991 / Fist of Fury 1991                                         | Лау Чинг / Чоу Синг Чо, «Святой игроков»        |
| 1991 | ф | Хитрый мозг                               | 整蠱專家 / Tricky Brains                                                 | Ку Цзин / Чи Мань-Цзин                          |
| 1992 | ф | Король нищих                              | 武狀元蘇乞兒 / King of Beggars                                           | Со-ча-ха-йи Чан / Со Хат-Йи / Нищий Со          |
| 1992 | ф | Кулак ярости — 1991 2                     | 漫畫威龍 / Fist of Fury 1991 II                                          | Лау Чинг                                        |
| 1992 | ф | Семейное счастье                          | 家有囍事/ All's Well, Ends Well                                          | Шан Фун                                         |
| 1992 | ф | Королевский бродяга                       | 鹿鼎記/ Royal Tramp                                                      | Вэй Сиу Бо / Уилсон Бонд                        |
| 1992 | ф | Королевский бродяга 2                     | 鹿鼎記2神龍教 / Royal Tramp II                                           | Вэй Сиу Бо / Уилсон Бонд                        |
| 1992 | ф | Правосудие моей пятки                     | 審死官 / Justice, My Foot!                                               | Сунг Сай-Кит / Сунг Ши-Чье                      |
| 1992 | ф | Сопротивление в школе 2                   | 逃學威龍2 / Fight Back to School II                                      | Чоу-Синг-Синг                                   |
| 1992 | ф | Похититель времени                        | 群星會 / The Thief of Time                                               | Дюн Сиу Фей                                     |
| 1993 | ф | Флиртующий учёный                         | 唐伯虎點秋香 / Flirting Scholar                                          | Тан Инь                                         |
| 1993 | ф | Безумный монах                            | 濟公 / The Mad Monk                                                      | Дракон                                          |
| 1993 | ф | Сопротивление в школе 3                   | 逃學威龍3之龍過雞年 / Fight Back to School III                           | Чоу-Синг-Синг                                   |
| 1994 | ф | Доставка любви                            | 破壞之王 / Love on Delivery                                              | Хо Кам-Ан / также режиссёр                      |
| 1994 | ф | Да здравствует судья!                     | 九品芝麻官 / Hail the Judge                                              | Пау Лунсин                                      |
| 1994 | ф | Из Китая с любовью                        | 國產凌凌漆 / From Beijing with Love                                      | Лин-Лин Ци / также автор сценария и режиссёр    |
| 1995 | ф | Китайская одиссея: Ящик Пандоры           | 西遊記第壹佰零壹回之月光寶盒 / A Chinese Odyssey Part One: Pandora's Box | Сунь Укун                                       |
| 1995 | ф | Китайская одиссея — 2: Золушка            | 西遊記大結局之仙履奇緣 / A Chinese Odyssey Part Two - Cinderella         | Сунь Укун                                       |
| 1995 | ф | Из темноты                                | 回魂夜 / Out of the Dark                                                 | Леон                                            |
| 1995 | ф | Операция стоимостью 60 миллионов долларов | 百變星君 / Sixty Million Dollar Man                                      | Ли Чак-Син                                      |
| 1996 | ф | Полицейский из Запретного города          | 大內密探零零發 / Forbidden City Cop                                      | Лин Линфат / также автор сценария и режиссёр    |
| 1996 | ф | Бог кулинарии                             | 食神 / The God of Cookery                                                | Стивен Чоу / также автор сценария и режиссёр    |
| 1997 | ф | Все хорошо, что хорошо кончается '97      | 97家有囍事 / All's Well, Ends Well 1997                                  | Ло Кунг                                         |
| 1997 | ф | Адвоката, адвоката!                       | 算死草 / Lawyer Lawyer                                                   | Чан Мон-Гут                                     |
| 1998 | ф | Счастливый парень                         | 行運一條龍 / The Lucky Guy                                               | Суй                                             |
| 1999 | ф | Король комедии                            | 喜劇之王 / King of Comedy                                                | Вань Тинь-Сау / также автор сценария и режиссёр |
| 1999 | ф | Мастер хитрости                           | 千王之王2000 / The Tricky Master                                         | Вонг Си Фу                                      |
| 2001 | ф | Шаолиньский футбол                        | 少林足球 / Shaolin Soccer                                                | Син / также автор сценария и режиссёр           |
| 2004 | ф | Разборки в стиле кунг-фу                  | 功夫 / Kung Fu Hustle                                                    | Син / также автор сценария и режиссёр           |
| 2008 | ф | Седьмой                                   | 長江七號 / CJ7                                                           | Чоу Ти / также автор сценария и режиссёр        |
| 2013 | ф | Путешествие на Запад: Покорение демонов   | 西遊伏妖篇 / Journey to the West: Conquering the Demons                  | автор сценария и режиссёр                       |
| 2016 | ф | Русалка                                   | 美人魚 / The Mermaid                                                     | автор сценария и режиссёр                       |
| 2019 | ф | Новый король комедии                      | 新喜劇之王 / The New King of Comedy                                      | автор сценария, режиссёр и продюсер             |